# Самогубства серед військових ветеранів США

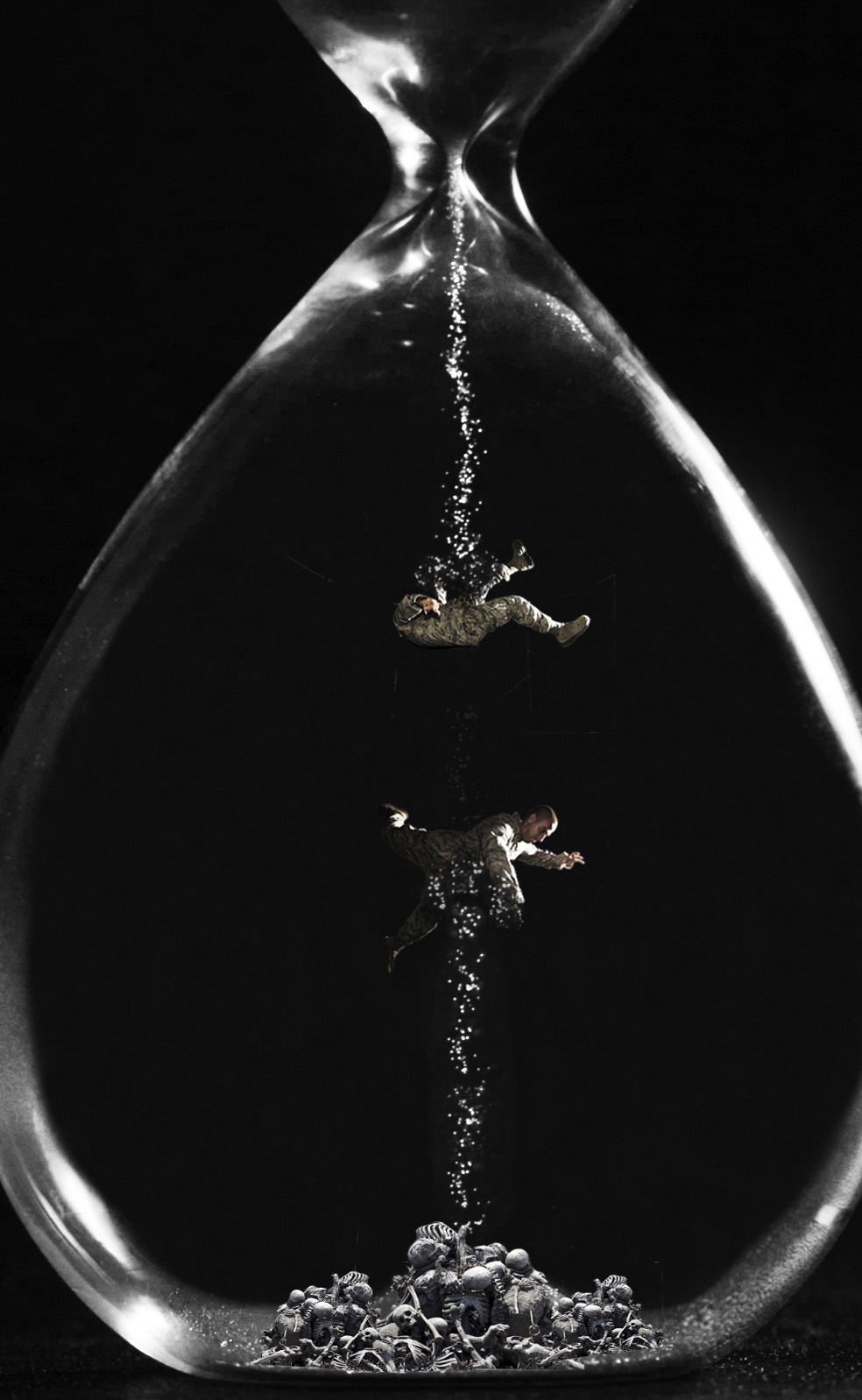
Ілюстрація, створена Військово-повітряними силами США для відображення кількості самогубств ветеранів на день.

Самогубства серед військових ветеранів США — це постійне явище, пов'язане з високим рівнем самогубств серед американських військових ветеранів порівняно з цивільним населенням. Увага до запобігання самогубствам серед ветеранів почалася в 1958 році з відкриттям першого центру запобігання самогубствам у Сполучених Штатах. У середині 1990-х років відбулася зміна підходу у розв'язанні питання, коли було розроблено національну стратегію, яка включала кілька резолюцій Конгресу. Ще більшого прогресу було досягнуто у 2007 році, коли Закон Джошуа Омвіга про запобігання самогубствам серед ветеранів створив комплексну програму, що включає інформаційно-роз'яснювальну роботу в кожному Управлінні у справах ветеранів (УСВ) (англ. Veterans Affairs Office) і впровадження цілодобової кризової гарячої лінії (Кризова лінія для ветеранів). ПТСР, депресія і почуття провини, пов'язане з бойовими діями, у ветеранів часто пов'язані з самогубством, оскільки ветеранам буває важко перейти до цивільного життя.

## Статистичні дані
Лише у 2012 році приблизно 7 500 колишніх військовослужбовців покінчили життя самогубством. Того року від самогубства померло більше військовослужбовців строкової служби (177), ніж загинуло в бою (176). На армію припадало 52% самогубств з усіх родів військ.
У 2013 році Міністерство у справах ветеранів США опублікувало дослідження, яке охоплювало самогубства з 1999 по 2010 рік, яке показало, що приблизно 22 ветерани вмирали від самогубства в день, або один кожні 65 хвилин. Деякі джерела припускають, що цей показник може бути заниженим. Аналіз, проведений у 2013 році, показав, що рівень самогубств серед ветеранів становить близько 30 на 100 000 населення на рік, порівняно з цивільним показником 14 на 100 000, однак, порівняння не було скориговано на вік і стать.
Згідно зі звітом, опублікованим Департаментом у справах ветеранів США у 2016 році, в якому було проаналізовано 55 мільйонів записів ветеранів з 1979 по 2014 рік, поточний аналіз вказує на те, що в середньому 20 ветеранів помирають від самогубства щодня.
Дослідження, проведене Університетом Брауна у 2021 році, підрахувало, що 30 177 ветеранів конфліктів після 11 вересня покінчили життя самогубством. У порівнянні з 7 057 військовослужбовцями, загиблими в конфліктах, щонайменше в чотири рази більше ветеранів померли від самогубства, ніж було вбито під час конфліктів після 11 вересня.
Дослідження, опубліковане у 2022 році, показало, що в середньому 44 ветерани помирають від самогубства в день, якщо врахувати пропущені причини смерті, пов'язані з суїцидальною поведінкою та самоушкодженням, що у 2,4 рази більше, ніж офіційна оцінка.
Загальна кількість самогубств відрізняється за віковими групами; 31% цих самогубств було скоєно ветеранами віком 49 років і молодше, тоді як 69% - ветеранами віком 50 років і старше. Як і у випадку з самогубствами загалом, серед ветеранів переважають чоловіки: близько 97% самогубств були скоєні чоловіками в штатах, які надали дані про гендерну приналежність.  На додаток до відмінностей між віковими та гендерними групами, також було виявлено значну різницю в рівнях суїцидальних думок та завершеності суїциду серед маргіналізованих груп, таких як військовослужбовці ЛГБТ. Було виявлено, що рівень суїцидальних думок у 2-3 рази вищий серед ЛГБТ-військовослужбовців та ветеранів, а серед трансгендерних ветеранів він удвічі вищий, ніж серед їхніх цисгендерних ровесників.
|          | Неслуживі | Ветерани та діючі військові |
| -------- | --------- | --------------------------- |
| Жінки    | 5.2       | 28.7                        |
| Чоловіки | 20.9      | 32.1                        |

У серпні 2016 року Ветеранська організація США оприлюднила черговий звіт, який містив найбільший в країні аналіз самогубств серед ветеранів. У звіті було проаналізовано понад 55 мільйонів записів ветеранів з 1979 по 2014 рік з усіх штатів країни. Попередній звіт від 2012 року був переважно обмежений даними про ветеранів, які користувалися медичними послугами УСВ, або даними про смертність, отриманими безпосередньо з 20 штатів і приблизно 3 мільйонів записів. Порівняно з даними звіту 2012 року, в якому кількість самогубств серед ветеранів оцінювалася у 22 випадки на день, поточний аналіз показує, що у 2014 році в середньому 20 ветеранів на день вмирали від самогубства.
У 2019 році Ветеранська організація США оприлюднила Національний щорічний звіт про запобігання самогубствам серед ветеранів, в якому зазначено, що рівень самогубств серед ветеранів у 1,5 рази перевищує рівень самогубств серед дорослих, які не є ветеранами. У звіті було встановлено, що з 2008 по 2017 рік відбувалося 6000 або більше самогубств серед ветеранів на рік. У звіті також зазначалося, що на ветеранів припадає 13,5% усіх випадків самогубств серед дорослих у США, але вони становлять лише 7,9% дорослого населення США.
У травні 2019 року президент Дональд Трамп підписав указ під назвою "Ініціатива запобігання самогубствам серед ветеранів" (PREVENTS Initiative), спрямований на протидію самогубствам серед ветеранів. Ініціатива має на меті забезпечити державні та місцеві органи влади ресурсами, необхідними для виявлення та втручання у сценарії, коли ветерани Сполучених Штатів можуть наражатися на ризик самогубства. У минулому Адміністрація у справах ветеранів та інші федеральні відомства покладалися на те, що ветеран сам визначить, коли йому потрібна допомога. На охорону здоров'я ветеранів було виділено 73,1 мільярда доларів. З них $73,1 мільярда — це $18,6 мільярда на послуги з охорони психічного здоров'я.
У листопаді 2019 року Палата представників обговорила потенційну програму, яка надаватиме гранти місцевим організаціям, що підтримують ветеранів, яких, можливо, не помічає Департамент у справах ветеранів. Мотивація націленості на цю демографічну групу ігнорованих ветеранів полягає в тому, що, за статистикою, 14 з 20 передбачуваних ветеранів та нинішніх військовослужбовців, які щодня вмирають від самогубства, не підтримують регулярного зв'язку з Департаментом у справах ветеранів. Однак ідея не була реалізована, попри певну двопартійну підтримку.

## Причинність
Дослідження, проведене Cleveland Clinic Journal of Medicine, виявило що у ветеранів з ПТСР, пов'язаним з бойовим досвідом, почуття провини, може бути важливим предиктором суїцидальних думок і спроб самогубства.
Дослідник з Національного центру досліджень ветеранів зазначає, що ветерани мають ті ж самі фактори ризику самогубства, що й населення в цілому, включаючи почуття депресії, безнадії, посттравматичний стресовий розлад, травми в анамнезі та доступ до вогнепальної зброї.
Триваліша ротація збільшує ризик розлучення. Коли солдат розлучається, це майже завжди відбувається невдовзі після закінчення служби.
Дослідження, проведене Департаментом у справах ветеранів, виявило, що ветерани більш схильні до розвитку симптомів ПТСР через низку причин, таких як
- Довший час перебування на війні
- Нижчий рівень освіти
- Важчі бойові умови
- Загибель інших солдатів навколо них
- Травма мозку/голови
- Жіноча стать
- Пожиттєві фізичні травми
- Військова структура

Департамент у справах ветеранів також виявив, що місце дислокації солдата і рід військ, до якого він належав, також може мати значний вплив на його психічний стан після повернення зі служби. Як і в більшості бойових дій, їхній досвід буде відрізнятися залежно від місця дислокації.
| Боротьба зі стресами | Боротьба зі стресами | Бачити мертвих на власні очі | Коли в тебе стріляють | Напад/засідка | Потрапити під кулементний або ракетний вогонь | Дізнатися, що хтось помер або отримав тяжке пораннення |
| -------------------- | -------------------- | ---------------------------- | --------------------- | ------------- | --------------------------------------------- | ------------------------------------------------------ |
| Ірак                 | Піхота               | 95%                          | 93%                   | 89%           | 86%                                           | 86%                                                    |
| Ірак                 | Морська піхота       | 94%                          | 97%                   | 95%           | 92%                                           | 87%                                                    |
| Афганістан           | Піхота               | 39%                          | 66%                   | 58%           | 84%                                           | 43%                                                    |

Отримані дані не підтверджують зв'язок між розгортанням і смертністю від самогубств серед усіх 3,9 млн американських військовослужбовців, які служили під час операцій "Непохитна свобода" та "Іракська свобода", включаючи самогубства, що сталися після розформування.